# Oppidum de Vermand
L'oppidum de Vermand est un site fortifié de la fin de l’Âge du fer et de la guerre des Gaules, en Gaule belgique. Il est situé sur le territoire de la commune de Vermand, dans le département de l'Aisne, à une dizaine de kilomètres au nord-ouest de Saint-Quentin. Il s'agit du seul oppidum connu à ce jour de la tribu gauloise des Viromanduens.

## Contexte
Devenu le chef-lieu de la civitas des Viromanduens, l'oppidum de Vermand perdit cette fonction dans le courant du Ier siècle au profit de Augusta Viromanduorum, l'actuelle Saint-Quentin. L'oppidum de Vermand devint un simple vicus jusqu'au Bas-Empire romain où il redevint chef-lieu de civitas.
L’oppidum de Vermand a donné naissance au village actuel de Vermand.

## Historique
L'oppidum de Vermand a fait l'objet, en 1826-1827, de fouilles archéologiques limitées au lieu-dit « Champ de la Trésorerie ». Des débris de fondations en pierre et cinq monnaies romaines furent trouvés. Cependant, l’occupation du site reste mal connue. L'importance du site attira l'attention d'érudits locaux et l'oppidum de Vermand fut classé monument historique, sur la première liste de 1840. 
De 1997 à 2001, quatre campagnes de fouilles se limitant à des sondages ont permis de valider l'hypothèse d'une occupation sans interruption du site de la fin de la période gauloise jusqu’au Bas-Empire romain. Un habitat de torchis le long d'une rue et des blocs de pierre sculptés - sans doute des vestiges de monuments funéraires - ont été mis au jour.

## Description
L’oppidum de Vermand est implanté sur un éperon barré qui domine la vallée de l’Omignon. Au sud, il est protégé par une levée de terre en forme de L de 400 m pour le côté le plus long, et 200 m pour le côté le plus court. Cette levée de terre était protégée elle-même par un fossé encore visible par endroits.
La superficie du site est estimée à une vingtaine d'hectares.

## Vestiges
Au cours d'une prospection aérienne, Roger Agache a repéré les traces d'un important sanctuaire.
Plusieurs armes datées de La Tène moyenne, dont une épée pliée, suggèrent une origine gauloise ancienne du site. Pour La Tène finale, les fouilles archéologiques ont livré plusieurs monnaies et fibules.

## Alentours
Les vestiges d'une ferme gauloise du IIIe siècle av. J.-C. sont situés au lieu-dit « Champ des Lavoirs », à Marteville, hameau de la commune limitrophe d'Attilly. 

## Accès
L'oppidum de Vermand est propriété communale et libre d'accès. Un sentier a été aménagé sur la crête de la levée de terre.